# Glossolepis pseudoincisus
Glossolepis pseudoincisus (tên tiếng Anh: Tami River rainbowfish) là một loài cá thuộc họ Melanotaeniidae. Loài này có ở Tây Papua ở Indonesia và Papua New Guinea.